# Lukavica (Bardejov)
Lukavica es un municipio del distrito de Bardejov en la región de Prešov, Eslovaquia, con una población estimada a final del año 2024 de 371 habitantes.
Se encuentra ubicado en el centro-norte de la región, cerca del río Topľa (cuenca hidrográfica del río Tisza) y de la frontera con Polonia.

## Demografía
| Año        | 1994 | 2004    | 2014   | 2024    |
| ---------- | ---- | ------- | ------ | ------- |
| Población  | 399  | 375     | 381    | 371     |
| Diferencia |      | −6,01 % | +1,6 % | −2,62 % |

| Año        | 2023 | 2024    |
| ---------- | ---- | ------- |
| Población  | 376  | 371     |
| Diferencia |      | −1,32 % |